# Kitui (distrikt)
Kitui är ett av Kenyas 71 administrativa distrikt, och ligger i provinsen Östprovinsen. År 1999 hade distriktet 515 422 invånare. Huvudorten är Kitui.